# Chamaedorea ricardoi
Chamaedorea ricardoi är en enhjärtbladig växtart som beskrevs av R.Bernal, Galeano och Donald R. Hodel. Chamaedorea ricardoi ingår i släktet Chamaedorea och familjen Arecaceae. Inga underarter finns listade i Catalogue of Life.